# Higuères
Pour les articles homonymes, voir Higuères.
Higuères est une ancienne commune française du département des Pyrénées-Atlantiques. Le 27 juin 1842, la commune fusionne avec Souye pour former la nouvelle commune d'Higuères-Souye.

## Géographie
Higuères est situé à dix kilomètres au nord-est de Pau.

## Toponymie
Le toponyme Higuères apparaît sous les formes 
Figueras (vers 1030, cartulaire de l'abbaye de Saint-Pé), 
Figeres (1154, titres de Barcelone), 
Figueres (1421, titres de Béarn) et 
Higueres (1793 et 1801, Bulletin des Lois pour la deuxième date).

## Histoire
Paul Raymond note qu'au XIe siècle, Higuères était une dépendance de Saint-Castin. Le fief d'Higuères appartenait à la baronnie d'Idron et était vassal de la vicomté de Béarn.
La commune faisait partie de l'archidiaconé de Vic-Bilh, qui dépendait de l'évêché de Lescar et dont Lembeye était le chef-lieu.

## Démographie
| 1793 | 1800 | 1806 | 1821 | 1831 | 1836 |
| ---- | ---- | ---- | ---- | ---- | ---- |
| 181  | 258  | 345  | 301  | 293  | 279  |

## Culture locale et patrimoine

### Patrimoine religieux
L'église de l'Assomption-de-la-Bienheureuse-Vierge-Marie fut érigée en 1821. Elle recèle du mobilier et une dalle funéraire (Marie d'Abbadie) référencés à l'Inventaire général du patrimoine culturel. 

## Pour approfondir